# Pancrácio de Taormina
De São Pancrácio (grego: Ἅγιος Παγκράτιος, Hagios Pankratios; em latim: Sanctus Pancratius; em italiano:  San Pancrazio; Church Slavonic: eslavo eclesiástico, Svjatyj Pankratij) se diz que teria vivido em Antioquia na Cilícia (atual Adana).

## Lenda
De acordo com a tradição católica, ele viajou a Jerusalém com os pais durante o ministério terreno de Jesus; posteriormente, a família inteira foi batizada em Antioquia. Pancras retirou-se para uma caverna no Ponto onde foi encontrado por Pedro, o Apóstolo e enviado à Sicília no ano 40 d.C. para ser o primeiro bispo de Tauromenium (a atual Taormina). Ali ele morreu por apedrejamento nas mãos dos opositores pagãos da nova religião.

## Veneração
Pancrácio é venerado como santo na Igreja Católica Romana e na Igreja Ortodoxa Oriental é tratado como hieromártir. Na Igreja Católica, seu culto é concentrado na ilha da Sicília, onde a veneração dos santos oriundos da parte oriental do Mediterrâneo foi particularmente encorajada durante o domínio bizantino. Ele é o padroeiro de Taormina e Canicattì. Inicialmente, seu dia no Martirológio Romano era 3 de abril, depois mudado para 8 de julho. Frequentemente, sua celebração costuma se dar em 9 de julho, o dia tradicionalmente atribuído a seu martírio. A maior parte de suas relíquias está preservada em Roma.
A Igreja Ortodoxa venera Pancrácio em 9 de julho (calendário juliano), equivalente a 22 de julho no calendário gregoriano. Ele também é celebrado junto com os mártires Marcelo e Filagro em 9 de julho. O calendário grego também celebra em 7 de junho, as mulheres santas Ésia e Susana, discípulas de Pancrácio que com ele foram martirizadas. Suas relíquias são mantidas no Monte Atos.
São Pancrácio de Taormina não deve ser confundido com  São Pancrácio de Roma, um jovem martirizado por decapitação por volta do ano de 304 d.C..

## Representação artística

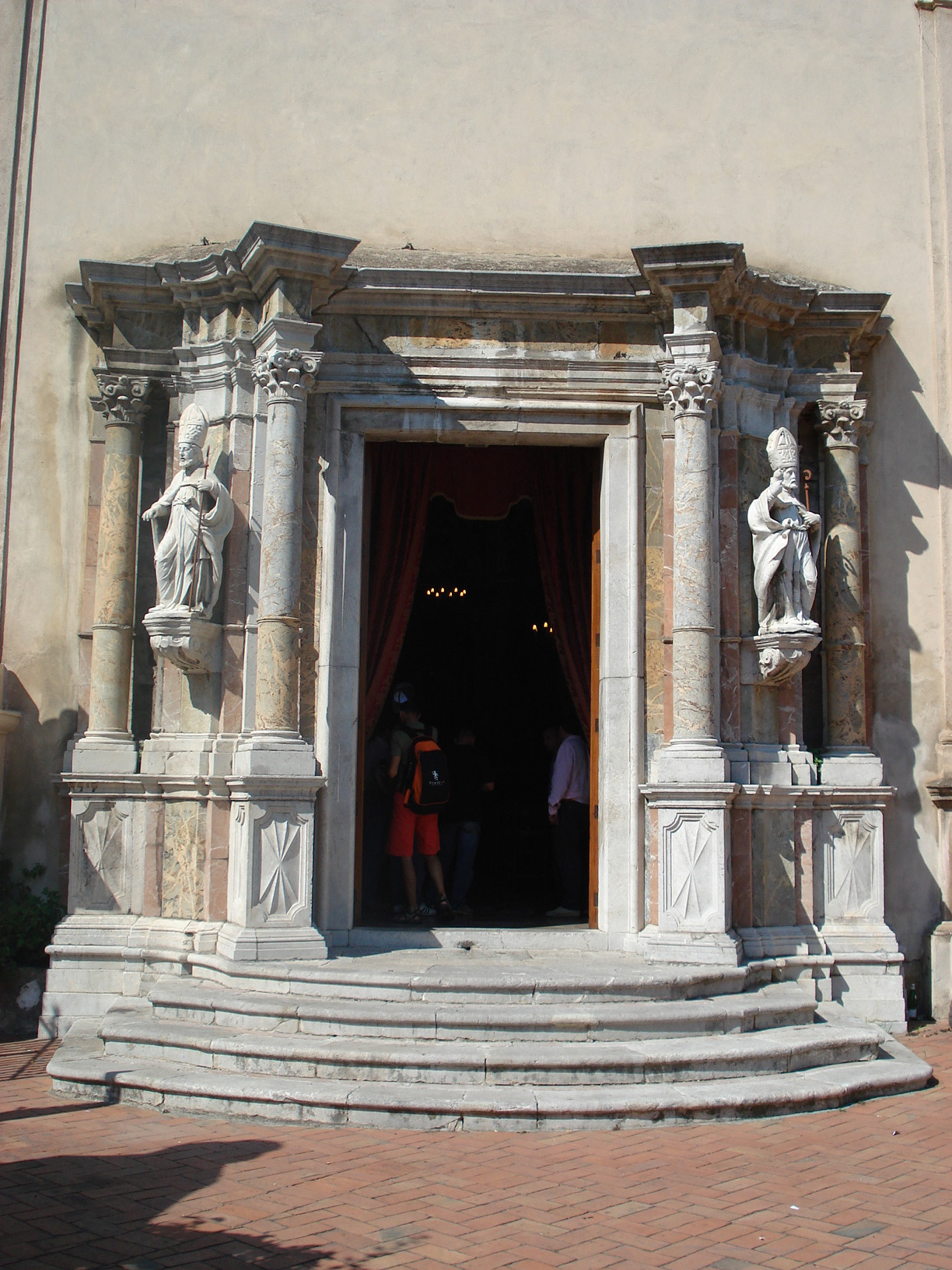
Entrada da igreja de São Pancrácio, em Taormina.

Na iconografia, São Pancrácio, é representado como um idoso com cabelos grisalhos amarelecidos, trajando os paramentos de bispo, segurando uma cruz na mão direita e um livro com o Evangelho na mão esquerda. A cruz remete a um milagre atribuído a Pancrácio, segundo o qual ele teria salvado a cidade de Taormina da destruição nas mãos do comandante pagão Aquilino. O Evangelho representa a sua pregação da fé cristã.